# Adolphe Ferrier
Pour les articles homonymes, voir Ferrier (homonymie).
Adolphe Ferrier, né le 14 juin 1842 à Serres (Hautes-Alpes) et décédé le 7 juin 1906 à Paris, est un homme politique français.
Fabricant de machines agricoles à Die, il est conseiller municipal en 1878 et maire de 1885 à 1894, date à laquelle il est révoqué. Il est conseiller général du canton de Die de 1889 à 1906, et député de la Drôme, inscrit au groupe radical-socialiste, de 1902 à 1906. Réélu le 6 mai 1906, son élection est validée le 6 juin, la veille de sa mort.